# ألان هندرسون (متزلج جماعي)
ألان هندرسون (بالإنجليزية: Alan Henderson)‏ هو متزلج جماعي نيوزيلندي، ولد في 28 مايو 1965.

## وصلات خارجية
- ألان هندرسون على موقع أوليمبيديا (الإنجليزية)
- ألان هندرسون على موقع اللجنة الأولمبية النيوزيلندية (الإنجليزية)